# Октябрьский (ледник)
Октя́брьский (Караджилга́) — долинный дендритовый ледник на севере Памира, в Таджикистане. Расположен на стыке Заалайского хребта с хребтом Зулумарт, в бассейне озера Каракуль.
Из ледника берёт начало река Коксай (приток Караджилги).
Длина ледника 19 км, площадь — 88,2 км². Его основной поток спускается с высот 6600—6800 м, фирновая линия лежит на высоте 5200 м. Язык разбит трещинами, хорошо выражены тёмные полосы срединных морен. Конец ледника находится на высоте 4440 м.